# La Religión
La Religión fue un periódico venezolano fundado en 1890 que mantuvo una línea editorial cercana a la Iglesia Católica venezolana. Debido a su trayectoria fue conocido como el Decano de la Prensa Nacional, teniendo como lema «Amad a los hombres, detestad los errores». El diario cerró en 2004.
En sus páginas se encontraban noticias de corte cultural, social, religiosas, políticas, económicas y deportivas. Y en parte de sus publicaciones y artículos de opinión se caracterizó por la defensa de los valores cristianos, la educación religiosa y la promoción de valores conservadores.

## Historia
Fue fundado en Caracas el 17 de julio de 1890 por los religiosos Juan Bautista Castro, Antonio Ramón Silva, Nicanor Rivera y José Antonio Espinoza. Se estableció como una empresa privada y estuvo vinculado con la Iglesia, convirtiéndose en un referente del periodismo católico. En 1893 el sacerdote Nicolás Eugenio Navarro se desempeñó como director y administrador del periódico. Navarro dejó la dirección en 1895, pero se mantuvo como colaborador y posteriormente volvería a dirigirlo desde 1901 a 1916.
Durante la dictadura de Cipriano Castro el diario apoyó la campaña promovida por la Iglesia en contra de la aprobación de la Ley de Divorcio de 1904. En varias de sus publicaciones y artículos de opinión se reflejaba la férrea oposición por parte de los sectores conservadores al divorcio.
Una vez derrocado Castro se dio inicio a la dictadura de Juan Vicente Gómez durante la cual, sectores de la Iglesia trataron de lograr la simpatía del régimen y tendrían en el periódico uno de sus principales medios de difusión. En 1925 el cura Pedro Pablo Tenreiro asumió como director del diario, volviendo a dirigirlo en 1929. Ese mismo año Alcibíades Ríos fue encargado de dirigir el diario. Ríos le cambió el nombre al periódico por La Verdad, ya que consideraba que sería más favorable comercialmente. Sin embargo, al año siguiente los números no variaron, las ventas se mantenían en unos 700 ejemplares, por lo que volvió a su nombre original.
En La Religión comenzaron a publicarse diversos artículos donde se mencionaban las buenas relaciones entre funcionarios públicos y del sector eclesiástico. La Iglesia también buscó congraciarse con Gómez por medio de la difusión del culto a la personalidad de Simón Bolívar. Lo que llevó a que en el diario se publicaron numerosos artículos relativos a Bolívar.
Aunque un sector de la Iglesia mostró su respaldo a la dictadura, algunos de sus miembros mantuvieron posturas críticas. El obispo Salvador Montes de Oca fue uno de los que mostró su rechazo a las violaciones a los derechos humanos cometidas por el régimen.
En 1929 Montes de Oca publicó un artículo en La Religión titulado «La Instrucción sobre el Matrimonio», luego de negarse a oficiar el matrimonio del gobernador del estado Carabobo por estar divorciado. El escrito fue percibido como una ataque a Gómez y otros funcionarios, lo que provocó su expulsión del país. En La Religión y otros medios de la prensa católica mostraron su rechazo a la expulsión del obispo, pero no se crítico abiertamente Gómez. Sino que se publicaron varios artículos referentes al matrimonio de corte similar al de Montes de Oca. A pesar de la expulsión y las tensiones que provocó, las relaciones entre la dictadura y la Iglesia se mantuvieron en buenos términos.
En 1930 Jesús María Pellín asumió como director del diario, manteniéndose en el cargo por 38 años. Entre 1923 y 1938 La Religión se convirtió en uno de los principales medios de difusión de las ideas fascistas y nazis en el país. Se publicaron numerosas noticias, artículos de opinión y entrevistas que hacían apología a los regímenes de Benito Mussolini y Adolf Hitler. Entre los principales articulistas venezolanos que destacaron se encontraban el escritor Luis Beltrán Reyes y el cura Rafael Lovera. Muchos artículos eran publicados por escritores anónimos, entre estos destacó por su vehemente defensa del fascismo y nazismo, uno que firmaba bajo el seudónimo del Conde del Sarto.
En 1932 La Religión hizo una cobertura especial de la visita al país del ministro italiano Guglielmo Vivaldi, cobertura que se repitió en sucesivas visitas del funcionario. Tras regresar a Italia, Vivaldi logró convencer al rey Víctor Manuel III para que condecorara al representante de la Nunciatura apostólica en Venezuela, Fernando Cento y a Basilio Santis, Consejero de la Nunciatura. Entre los condecorados también se encontraba el director de La Religión, Jesús María Pellín. Durante el discurso de entrega de los reconocimientos, Vivaldi alabó la labor de la Iglesia venezolana y del diario La Religión por su promoción de la Italia fascista.
La muerte de Gómez y el comienzo de la Segunda Guerra Mundial llevó a un deterioro en las relaciones con la dictadura de Mussolini. En La Religión se comenzaron a publicar noticias y artículos críticos del régimen fascista.
Desde la década de 1940 se sucedieron una serie de gobiernos que trataron de implementar una apertura democrática. Esto coincidió con el auge de las ideas comunistas y socialistas en el país. Estos nuevos movimientos promovieron una serie de reformas sociales, entre las que destacaba la implementación de la escuela nueva y la educación laica. Estas propuestas contarían con un amplio rechazo de sectores conservadores que tendrían en el diario La Religión uno de sus principales medios de difusión.
En el diario se publicaron diversos artículos que mostraban rechazo a la coeducación, la educación sexual y las corrientes pedagógicas progresistas. En muchos de estos artículos se comenzó a vincular la reforma educativa con la influencia del comunismo y el ateísmo, denunciando que algunos maestros se negaban a dar clases de religión en sus aulas contraviniendo la legislación de la época. En algunas de sus noticias y artículos de opinión también se recurría habitualmente a frases de Simón Bolívar para justificar la implantación de la educación religiosa. Entre algunos de los escritores del diario que destacaron en este periodo se encontraban Facundo Pacheco, Alejandro Fuenmayor, el propio director, Jesús María Pellín y varios autores anónimos.
Las críticas de la prensa católica aumentaron durante el gobierno el Trienio Adeco. El nuevo gobierno por medio del Decreto 321 de 1946 trató de lograr una mayor participación del Estado en la educación. Además se promovieron otra serie de reformas que no fueron bien vistas por sectores conservadores, como renovación de la Ley de Patronato Eclesiástico de 1824. Desde La Religión y la Revista SIC se publicaron diversas noticias y artículos que criticaban la implementación de la educación laica y denunciaron persecuciones, agresiones y encarcelamientos de sacerdotes cometidas por el gobierno.
Tras el golpe de Estado de 1948 y la instauración de la dictadura de Marcos Pérez Jiménez las relaciones entre el gobierno y la Iglesia mejoraron. La postura anticomunista del régimen aunado a su apoyo al franquismo y las donaciones a la Iglesia, lograron que parte del sector eclesiástico le diera su apoyo. La instauración del nuevo régimen coincidió con el proceso de modernización del periódico. Desde la década de 1950 se adquirieron nuevos equipos y maquinarias llegando a aumentar el número de páginas, secciones y los niveles circulación. Además, las buenas relaciones entre la dictadura y la Iglesia le permitió a esta última y a los medios de comunicación asociados evitar, en parte, la censura del país.
En 1953 el periódico fue galardonado con el Premio Nacional de Periodismo «Juan Vicente González» como Mejor Órgano de Prensa y en 1955 Jesús María Pellín, director del diario, recibió el premio en la categoría del mejor Periodista con antigüedad y competencia en la profesión.
A pesar de los vínculos entre el régimen y la Iglesia algunos miembros de esta última se mostraron críticos con las violaciones a los derechos humanos y los altos niveles de pobreza. En 1957 el Arzobispo Rafael Ignacio Arias Blanco ordenó un estudio de la situación económica en los sectores populares. Basado en estos datos, el primero de mayo de 1957, día de San José Obrero, se publicó la conocida como Carta Pastoral de Arias Blanco la cual fue leída en varias iglesias del país. En ella se denunciaba que a pesar de las grandes obras arquitectónicas construidas y los ingresos por la industria petrolera, la mayoría de la población vivía en la miseria.
La carta fue difundida por medio de folletos y La Religión fue el único periódico que la publicó vendiendo una gran cantidad de ejemplares.  La publicación de la carta generó una «guerra de editoriales» entre La Religión y El Heraldo, uno de los diarios de propaganda del régimen. La guerra editorial se dio entre artículos firmados por Jesús Hernández Chapellín por La Religión y el ideólogo y ministro de relaciones interiores de la dictadura, Laureano Vallenilla Planchart.
Los artículos de Hernández Chapellín provocaron que fuera citado por el ministro Vallenilla Planchart. En el encuentro el ministro advirtió al religioso de que cambiara el tema de sus escritos. Días después el periodista y político Fabricio Ojeda se presentó en la redacción de La Religión y le solicitó al padre que colaborara con la Junta Patriótica que buscaba acabar con la dictadura.

Las tensiones entre algunos sectores de la Iglesia y el régimen aumentaron provocando el arresto de varios sacerdotes. Los artículos críticos de Hernández Chapellín fueron uno de los motivos que provocaron su arresto a manos del director de la Seguridad Nacional, Pedro Estrada. Según el escritor Gabriel García Márquez, Estrada al momento de interrogar al cura le manifestó:
-Padre -le dijo- usted está complicado en el golpe militar de ayer. Ese es el resultado de sus editoriales que son incendiarios, revolucionarios, y que no parecen de un ministro de Dios.
Tras la caída de la dictadura, la postura del diario le valió para que en 1958 fuera condecorado nuevamente con el Premio Nacional de Periodismo como el Mejor Órgano de Prensa durante 1957 y 1958. Ese mismo año La Religión se unió el Bloque de Prensa Venezolano, una organización promovido por empresarios dueños de medios de comunicación. Entre los medios que la conformaban se encontraban El Nacional, El Universal, The Daily Journal, entre otros.
Durante el inicio de la lucha armada guerrillera el diario recuperó su marcada línea editorial anticomunista y conservadora. Desde la década de 1960 habitualmente se publicaron noticias y artículos de opinión críticos con el movimiento guerrillero y organizaciones políticas como el Partido Comunista de Venezuela y el Movimiento de Izquierda Revolucionaria. También eran frecuente las críticas a la Unión Soviética y a los movimientos sociales y de protesta como el mayo francés. Entre algunos de los articulistas que destacaron durante este periodo se encontraban Milos Alcalay, Italo Ayesterán, Pedro Krisólogo Bastardo, Jesús Hernández Chapellín, Jesús María Pellín y varios autores que firmaban con seudónimos.
Con el paso de los años el diario mantuvo su línea editorial y siguió un proceso de modernización, teniendo como nueva sede el Edificio Juan XXIII en Caracas. En 1971, durante el primer gobierno de Rafael Caldera, tuvo lugar la filtración de un informe gubernamental sobre las relaciones con Colombia y los posible preparativos de una presunta invasión a Venezuela. Los talleres de La Religión, junto con los de otros medios, fueron allanados porque se creía que publicarían la información.
En 1983 obtuvo el Premio Nacional de Periodismo en la categoría Medio Impreso Provincia. Por motivo del centenario del diario, en 1990 el cardenal José Alí Lebrún dio un discurso en el Congreso donde mencionaba los nuevos retos del periódico. En 1998 nuevamente ganó el Premio Nacional de Periodismo como el mejor medio de prensa nacional. En 2004 el diario salió de circulación.